# Le Châtelard (Savoie)
Pour les articles homonymes, voir Le Châtelard.
Le Châtelard, également dénommée Le Châtelard-en-Bauges au niveau local, est une commune française située dans le département de la Savoie, en région Auvergne-Rhône-Alpes.

## Géographie

### Situation et description
Son vieux bourg s'accroche aux derniers contreforts du mont Julioz et son clocher se dresse dans l'échancrure qui sépare les Hautes Bauges et les Bauges-Derrière.
Sur l'autre rive du Chéran se dressent les montagnes de Rossanaz (1 891 m) et Poyez, dont le profil dessine la tête de l'homme et la tête de la femme (vue du hameau « Chez Viviand »).
Une partie de la commune est affectée par un glissement de terrain sur le mont Julioz.

### Communes limitrophes
| Lescheraines    | La Motte-en-Bauges | Bellecombe-en-Bauges |
|                 | Châtelard          | Doucy-en-Bauges      |
| Aillon-le-Vieux | La Compôte         |                      |

### Climat
Pour des articles plus généraux, voir Climat d'Auvergne-Rhône-Alpes et Climat de la Savoie.
En 2010, le climat de la commune est de type climat de montagne, selon une étude du Centre national de la recherche scientifique s'appuyant sur une série de données couvrant la période 1971-2000. En 2020, Météo-France publie une typologie des climats de la France métropolitaine dans laquelle la commune est exposée à un climat de montagne ou de marges de montagne et est dans la région climatique Alpes du nord, caractérisée par une pluviométrie annuelle de 1 200 à 1 500 mm, irrégulièrement répartie en été.
Pour la période 1971-2000, la température annuelle moyenne est de 9 °C, avec une amplitude thermique annuelle de 17,5 °C. Le cumul annuel moyen de précipitations est de 1 388 mm, avec 10 jours de précipitations en janvier et 9,3 jours en juillet. Pour la période 1991-2020, la température moyenne annuelle observée sur la station météorologique de Météo-France la plus proche, « Lescheraines », sur la commune de Lescheraines à 4 km à vol d'oiseau, est de 9,3 °C et le cumul annuel moyen de précipitations est de 1 363,4 mm,. Pour l'avenir, les paramètres climatiques de la commune estimés pour 2050 selon différents scénarios d'émission de gaz à effet de serre sont consultables sur un site dédié publié par Météo-France en novembre 2022.

### Hydrographie
Le territoire communal est traversé par le Chéran, principal cours d'eau traversant le massif des Bauges, affluent du Fier en rive gauche et donc un sous-affluent du Rhône.

### Hameaux et lieux-dits
- Lieux dits :

Chef-Lieu ; Pré de Foire ; Les Granges ; Le Champet ; Montlardier ; Les Sauges ; Attilly ; Le Villaret ; Chez Viviand ; Les Garins ; Les Fressoz ; La Lavanche.

## Urbanisme

### Typologie
Au 1er janvier 2024, Le Châtelard est catégorisée commune rurale à habitat dispersé, selon la nouvelle grille communale de densité à sept niveaux définie par l'Insee en 2022.
Elle est située hors unité urbaine et hors attraction des villes,.

### Occupation des sols
L'occupation des sols de la commune, telle qu'elle ressort de la base de données européenne d’occupation biophysique des sols Corine Land Cover (CLC), est marquée par l'importance des forêts et milieux semi-naturels (77,3 % en 2018), une proportion sensiblement équivalente à celle de 1990 (77 %). La répartition détaillée en 2018 est la suivante : 
forêts (66,7 %), prairies (16 %), milieux à végétation arbustive et/ou herbacée (7,2 %), zones agricoles hétérogènes (3,3 %), espaces ouverts, sans ou avec peu de végétation (3,3 %), zones urbanisées (2,7 %), espaces verts artificialisés, non agricoles (0,8 %).
L'IGN met par ailleurs à disposition un outil en ligne permettant de comparer l’évolution dans le temps de l’occupation des sols de la commune (ou de territoires à des échelles différentes). Plusieurs époques sont accessibles sous forme de cartes ou photos aériennes : la carte de Cassini (XVIIIe siècle), la carte d'état-major (1820-1866) et la période actuelle (1950 à aujourd'hui).

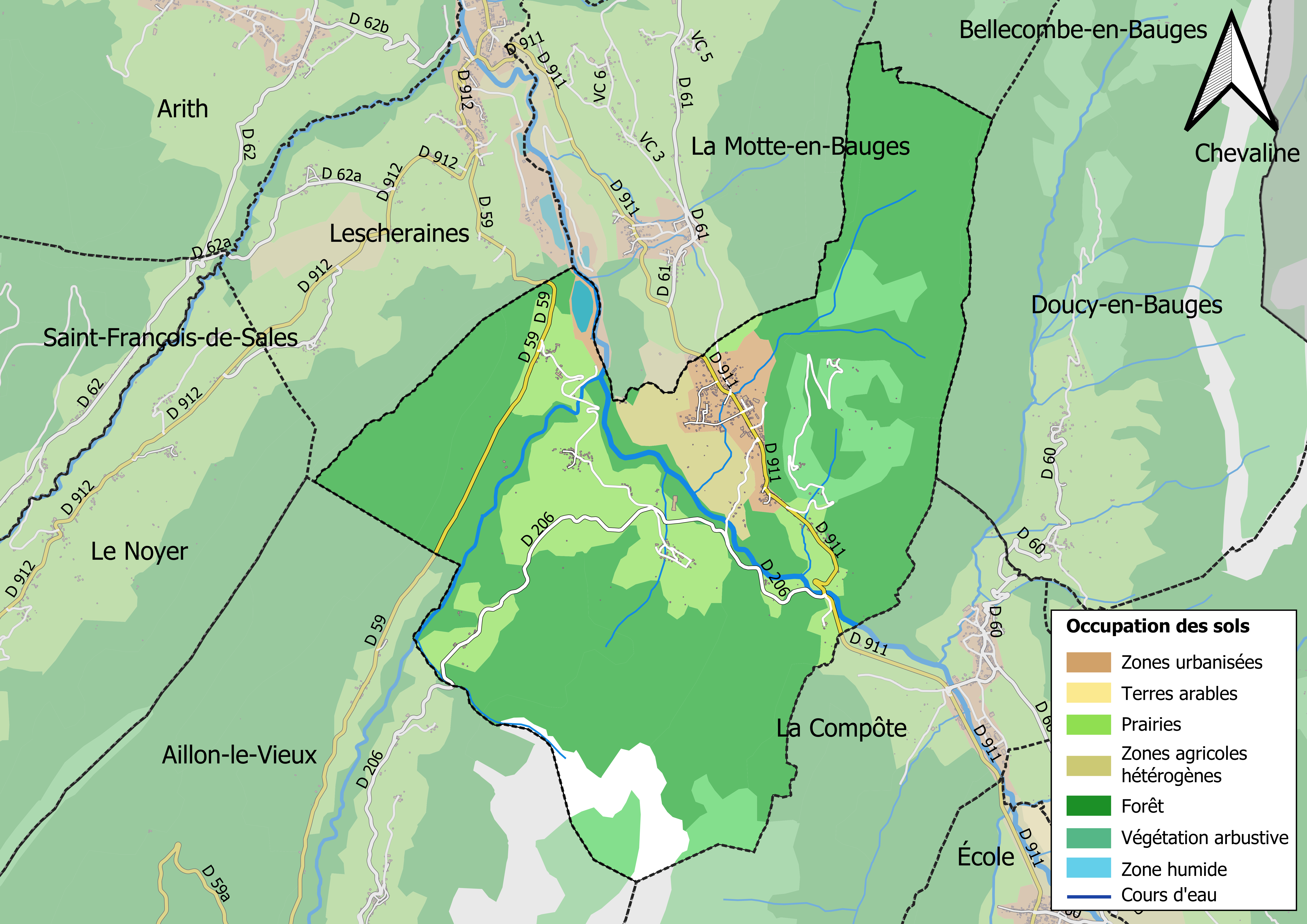
Carte des infrastructures et de l'occupation des sols en 2018 (CLC) de la commune.
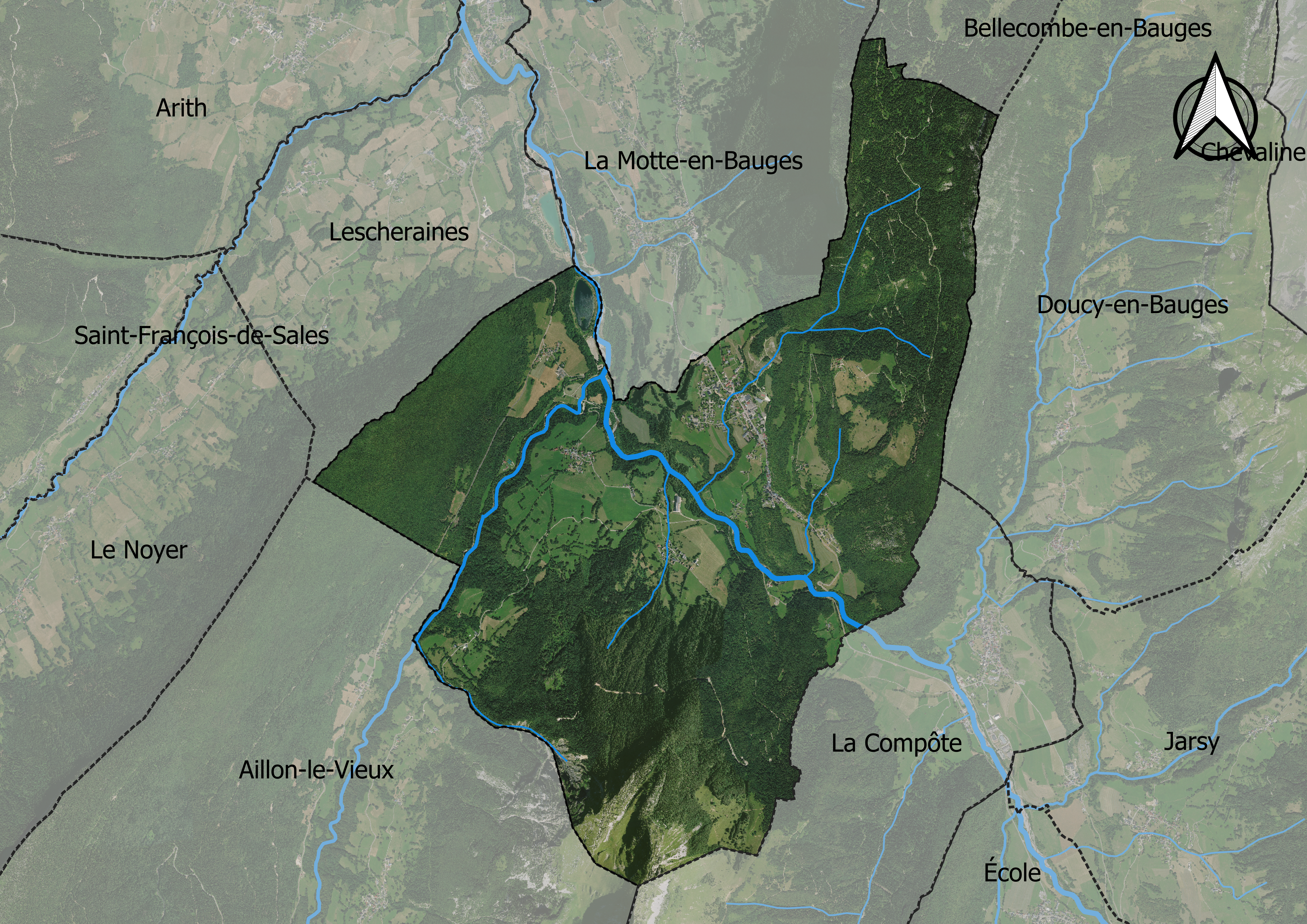
Carte orthophotogrammétrique de la commune.

## Toponymie
En francoprovençal, le nom de la commune s'écrit Le Shotèlor, selon la graphie de Conflans.

## Histoire
Au Moyen Âge, le château du Châtelard est le siège d'une châtellenie.
Amédée V, comte de Savoie, octroie des franchises au bourg du Châtelard en 1301. Celles-ci seront renouvelées en 1324 par son fils Édouard de Savoie, confirmées en 1391-1392 par Bonne de Bourbon, et encore à plusieurs reprises au cours des siècles suivants.
Au XVe siècle, Jean du Châtelard possède une grange se composant de deux membres,.

## Politique et administration

### Liste des maires
| Période   | Période                    | Identité                  | Étiquette | Qualité |
| --------- | -------------------------- | ------------------------- | --------- | ------- |
| 1805      | 1806                       | Boisson                   |           |         |
| 1860      | 1870                       | Pierre Antoine Burgos     |           |         |
| 1870      | 1874                       | Louis Therme              |           |         |
| 1874      | 1874                       | Jean François Aymonier    |           |         |
| 1874      | 1878                       | Charles François Aymonier |           |         |
| 1878      | 1902                       | Denis Therme              |           |         |
| 1902      | 1938                       | Charles Luc Therme        |           |         |
| 1938      | 1945                       | Jean Joseph Blambert      |           |         |
| 1945      | 1947                       | Jean Chainey              |           |         |
| 1947      | 1949                       | Robert Jandet             |           |         |
| 1949      | 1953                       | Louis Cochet              |           |         |
| 1953      | 1965                       | Jean Bertoin              |           |         |
| 1965      | 1995                       | Henri Bouvier             |           |         |
| 1995      | mars 2014                  | Paul Casiez               |           |         |
| mars 2014 | mars 2020                  | Pierre Hemar              |           |         |
| mars 2020 | En cours (au 30 juin 2020) | Vincent Boulnois          |           |         |

## Population et société

### Démographie

#### Évolution démographique
L'évolution du nombre d'habitants est connue à travers les recensements de la population effectués dans la commune depuis 1793. Pour les communes de moins de 10 000 habitants, une enquête de recensement portant sur toute la population est réalisée tous les cinq ans, les populations de référence des années intermédiaires étant quant à elles estimées par interpolation ou extrapolation. Pour la commune, le premier recensement exhaustif entrant dans le cadre du nouveau dispositif a été réalisé en 2004.

En 2022, la commune comptait 662 habitants, en évolution de −1,34 % par rapport à 2016 (Savoie : +3,63 %, France hors Mayotte : +2,11 %).
| 1793 | 1800 | 1806  | 1822  | 1838  | 1848  | 1858 | 1861 | 1866 |
| ---- | ---- | ----- | ----- | ----- | ----- | ---- | ---- | ---- |
| 933  | 974  | 1 024 | 1 120 | 1 163 | 1 123 | 933  | 964  | 958  |

| 1872 | 1876 | 1881 | 1886 | 1891 | 1896 | 1901 | 1906 | 1911 |
| ---- | ---- | ---- | ---- | ---- | ---- | ---- | ---- | ---- |
| 916  | 935  | 912  | 861  | 857  | 861  | 817  | 771  | 758  |

| 1921 | 1926 | 1931 | 1936 | 1946 | 1954 | 1962 | 1968 | 1975 |
| ---- | ---- | ---- | ---- | ---- | ---- | ---- | ---- | ---- |
| 663  | 651  | 609  | 526  | 493  | 504  | 483  | 454  | 444  |

| 1982 | 1990 | 1999 | 2004 | 2006 | 2009 | 2014 | 2019 | 2022 |
| ---- | ---- | ---- | ---- | ---- | ---- | ---- | ---- | ---- |
| 463  | 491  | 546  | 595  | 593  | 645  | 661  | 668  | 662  |

#### Pyramide des âges
En 2018, le taux de personnes d'un âge inférieur à 30 ans s'élève à 31,5 %, soit en dessous de la moyenne départementale (33,6 %). À l'inverse, le taux de personnes d'âge supérieur à 60 ans est de 28,6 % la même année, alors qu'il est de 26,7 % au niveau départemental.
En 2018, la commune comptait 337 hommes pour 332 femmes, soit un taux de 50,37 % d'hommes, légèrement supérieur au taux départemental (48,96 %).
Les pyramides des âges de la commune et du département s'établissent comme suit.
| Hommes | Classe d’âge | Femmes |
| ------ | ------------ | ------ |
| 1,1    | 90 ou +      | 3,4    |
| 9,2    | 75-89 ans    | 11,3   |
| 15,2   | 60-74 ans    | 16,9   |
| 27,2   | 45-59 ans    | 18,2   |
| 14,6   | 30-44 ans    | 19,8   |
| 14,3   | 15-29 ans    | 11,9   |
| 18,2   | 0-14 ans     | 18,5   |

| Hommes | Classe d’âge | Femmes |
| ------ | ------------ | ------ |
| 0,7    | 90 ou +      | 2      |
| 7,2    | 75-89 ans    | 9,9    |
| 17,1   | 60-74 ans    | 18     |
| 21,1   | 45-59 ans    | 20,4   |
| 18,9   | 30-44 ans    | 18,4   |
| 17,2   | 15-29 ans    | 15,1   |
| 17,7   | 0-14 ans     | 16,2   |

### Enseignement
La commune est rattachée à l'académie de Grenoble.

### Médias
La commune est couverte par des antennes locales de radios dont France Bleu Pays de Savoie, ODS radio ou encore la radio des Bauges Radio Alto... Enfin, la chaîne de télévision locale TV8 Mont-Blanc diffuse des émissions sur les pays de Savoie. Régulièrement l'émission La Place du village expose la vie locale du bassin annécien. France 3 et son décrochage France 3 Alpes, peuvent parfois relater les faits de vie de la commune.

#### Presse et magazines
La presse écrite locale est représentée par des titres comme Le Dauphiné libéré. Plus localement, on trouve aussi d'autres journaux avec La Vie nouvelle ou encore l'Essor savoyard.

## Culture locale et patrimoine

### Lieux et monuments
- Château du Châtelard, situé sur un promontoire, ancien château fort du XIe siècle, au Moyen Âge centre de la seigneurie et de la châtellenie (1272-1511) du Châtelard, puis siège d'un marquisat en 1639, aujourd'hui en ruines.
- Maison forte de l'Étoile, installée à l'extrémité sud du château, en rive droite du Chéran, siège d'une châtellenie (1504-1514). Possession des familles de Leschaux, de Montmayeur, de Miolans, de Saluces, de Faussone de la Bottega, puis à la famille de Lescheraine (1689)[26]. Edifice disparu.
- Centre de vacances appartenant à la commune d'Auby (Nord).

### Personnalités liées à la commune
- Étienne François Aymonier (1844-1929), natif, officier et administrateur colonial français, spécialiste des cultures khmère et cham, premier directeur de l'École coloniale[27].
- Joseph-Victor Communal (1876-1962), natif, peintre de montagne.